# Dicranota ophidia
Dicranota (Paradicranota) ophidia là một loài ruồi trong họ Pediciidae. Chúng phân bố ở vùng sinh thái Palearctic.